# Kosi Saka
Pour les articles homonymes, voir Saka.
Kosi Saka, né le 4 février 1986 à Kinshasa, est un footballeur international congolais. Évoluant au poste de milieu de terrain, il joue actuellement avec le KFC Uerdingen 05.

## Palmarès
KFC Uerdingen 05
- Champion de la Verbandsliga Niederrhein (sixième division) en 2011
- Champion de l'Oberliga Niederrhein (cinquième division) en 2013

## Statistiques
Le tableau ci-dessous récapitule les statistiques en match officiel de Kosi Saka :
| Saison                | Club                  | Championnat           | Championnat | Championnat | Coupe(s) nationale(s) | Coupe(s) nationale(s) | Autres compétitions | Autres compétitions | Autres compétitions | Total | Total |
| Saison                | Club                  | Division              | M.          | B.          | M.                    | B.                    | Comp.               | M.                  | B.                  | M.    | B.    |
| 2005-2006             | Borussia Dortmund     | 1                     | 5           | 0           | -                     | -                     | -                   | -                   | -                   | 5     | 0     |
| 2006-2007             | Borussia Dortmund     | 1                     | 6           | 0           | -                     | -                     | -                   | -                   | -                   | 6     | 0     |
| 2007-2008             | Hambourg SV           | 1                     | 0           | 0           | -                     | -                     | -                   | -                   | -                   | 0     | 0     |
| 2007-2008             | Carl Zeiss Jena       | 2                     | 7           | 0           | 2                     | 0                     | -                   | -                   | -                   | 9     | 0     |
| 2008-2009             | Hambourg SV           | 1                     | 0           | 0           | -                     | -                     | -                   | -                   | -                   | 0     | 0     |
| 2009-2010             | KFC Uerdingen 05      | 6                     | ?           | ?           | -                     | -                     | -                   | -                   | -                   | ?     | ?     |
| 2010-2011             | KFC Uerdingen 05      | 6                     | ?           | ?           | -                     | -                     | -                   | -                   | -                   | ?     | ?     |
| 2011-2012             | KFC Uerdingen 05      | 5                     | 34          | 5           | -                     | -                     | POP                 | 2                   | 0                   | 36    | 5     |
| 2012-2013             | KFC Uerdingen 05      | 5                     | 32          | 6           | -                     | -                     | -                   | -                   | -                   | 32    | 6     |
| 2013-2014             | KFC Uerdingen 05      | 4                     | 13          | 0           | -                     | -                     | -                   | -                   | -                   | 13    | 0     |
| Total sur la carrière | Total sur la carrière | Total sur la carrière | 97          | 11          | 2                     | 0                     | -                   | 2                   | 0                   | 101   | 11    |